# Epicladonia lapponica
Epicladonia lapponica är en lavart som beskrevs av Ihlen in Ihlen och Mats Wedin. Epicladonia lapponica ingår i släktet Epicladonia, divisionen sporsäcksvampar och riket svampar. Arten är reproducerande i Sverige.